# Колокол, книга и свеча
«Колокол, книга и свеча» (англ. Bell, Book and Candle) — романтическая комедия с элементами мистики режиссёра Ричарда Куайна, вышедшая на экраны в 1958 году. Второй по счёту после «Вертиго» фильм, в котором совместно выступала творческая пара Стюарт-Новак. Основой для сюжета фильма послужила пьеса Джона ван Друтена. Поставлен на кинокомпании Columbia Pictures продюсером Джулианом Блауштейном по сценарию Даниеля Тарадаша. Оператор — Джеймс Вонг Хоув, музыка — Джордж Данинг. Продолжительность фильма — 106 минут.

## Сюжет
Главная героиня, Гиллиан Хольроуд (Ким Новак) — хозяйка лавки экзотических товаров, преимущественно африканских диковин, расположенной на Гринвич-Виллидж. Но мало кто знает, что кроме этого довольно обычного занятия она ещё и могущественная колдунья, владеющая тайнами магии. В этом оккультном деле её верный помощник — сиамский кот по имени Пейуокет. Колдует в меру сил также её брат Никки и тётка Квинни. В дни перед Рождеством скучающая Гиллиан обращает внимание на нового жильца в доме, на первом этаже которого располагается её магазин, на успешного, но неженатого издателя Шепарда Хендерсона. При помощи своей хитрой тётки, колдовством испортившей телефон в квартире Хендерсона, Гиллиан удаётся познакомиться с ним и заманить его к себе «для срочного телефонного звонка». Хендерсон уже помолвлен с художницей Мерль Киттридж, но принимает приглашение Гиллиан посетить нью-йоркский клуб «Зодиак», который является тайным местом сбора местных колдунов и ведьм и в оркестре которого Никки играет на ударнике. Впрочем, сам Хендерсон, как прогрессивный человек, ни в какое колдовство не верит и приходит в клуб со своей невестой.
Вернувшись из клуба, Никки и Квинни колдовством с фотографией Сидни Редлича, автора вышедшей недавно книги о мексиканских ведьмах и колдунах, срочно вызывают его из командировки в Центральной Америке и представляют любителя выпить Редлича Шепарду. Тот поражён — ведь он как раз накануне выражал в разговоре с Гиллиан интерес к этому человеку и хотел с ним встретиться. Гиллиан смешивает особый приворотный напиток, даёт Шепарду тайно его выпить и при помощи своего кота настолько очаровывает Хендерсона, что тот разрывает отношения с невестой и сам с ней брак тоже. На другой день в издательстве, где работает Хендерсон, появляется Сидни Редлич с предложением об издании его следующей книги. На этот раз он собирается написать о колдовстве и ведьмах в Нью-Йорке. Вечером он берёт с собой Редлича в лавку к Гиллиан, и здесь тот знакомится с её братом Никки. Оставшись наедине с Сидни, Никки открывает ему свою тайну: он тоже, оказывается, колдун. И когда подвыпивший Сидни поднимает его насмех, несколькими фокусами на улице доказывает тому свою правоту. Мало того, Никки предлагает Редличу свою помощь и консультирует его в написании новой книги. Когда об этом узнаёт Гиллиан, она вне себя от гнева: ведь теперь все узнают о существовании ведьм и их жизни среди людей будет угрожать страшная опасность! Гиллиан накладывает заклятье на новую книгу так, что теперь никто и никогда не сможет её напечатать. Даже Хендерсон, первоначально нашедший сочинение Редлича превосходным. Никки возмущён, так как он рассчитывал на этом издании хорошо заработать. Чтобы пресечь возможные козни со стороны брата, Гиллиан отправляется в издательство Шепарда и сама признаётся в своих проделках: что она сама ведьма, околдовала его и колдовством принудила порвать отношения с невестой. Вначале Хендерсон считает девушку обезумевшей, но после случайной якобы встречи с её тёткой Квинни и разговора, в котором та признаётся ему во многих странных и необъяснимых с точки зрения обычной логики событиях, Хендерсон начинает и сам верить в могущество колдовства. Узнав, что был магией Гиллиан очарован, он обращается за помощью к Редличу и Никки с просьбой найти возможность расколдовать его. Никки устраивает ему встречу с одной из самых сильных нью-йоркских ведьм, мадам Бьянкой де Пассе, в её особняке за городом, и та, за крупную сумму денег и при помощи различных отвратительных средств и зелий, снимает с него заклятье. Мистер Хендерсон теперь вновь свободен.
На следующий день Гиллиан в ярости клянётся так теперь заколдовать Мерль, что она влюбится в первого встречного мужчину, хотя бы и в сантехника, пришедшего чинить ей унитаз. Когда же Хендерсон уходит, Гиллиан пытается осуществить этот свой замысел, но её верный помощник кот Пейуокет вдруг отказывается ей служить и убегает. Гиллиан бросается в погоню, но безуспешно. И вдруг замечает, что на глазах у неё слёзы. А ведь ведьмы никогда не плачут! Гиллиан понимает, что перестала быть колдуньей и превратилась в обычного человека, поэтому и кот, колдовское создание, её покинул. Любовь преобразила её и лишила возможности творить чары и зло.
Пейуокет, неутомимый кот, в это время перебежал жить к тётке Квинни, оставшейся ведьмой. Но он не забывает и о бывшей своей хозяйке. Кот взбирается по стене в окно издательства, где работает Хендерсон. Шепард страдает, ведь любовь его к Гиллиан была не колдовской, а настоящей. Увидев пришедшего к нему в гости кота, он запирает его в корзинку для бумаг и относит обратно к бывшей хозяйке в магазин. Тут наконец происходит их окончательное примирение и влюблённые наконец опять вместе.

## Роли исполняли
- Джеймс Стюарт — Шеперд «Шеп» Хендерсон
- Ким Новак — Гиллиан «Гил» Хольроуд
- Джек Леммон — Никки Хольроуд
- Эрни Ковач — Сидни Редлич
- Гермиона Джингольд — Бьянка де Пассе
- Эльза Ланчестер — Тётя Квинни
- Дженис Рул — Мерл Киттридж
- Бек Нельсон — секретарь Хендерсона
- Вольф Барзелл — хозяин клуба

## Критика
В специализированном издании «Lexikon des internationalen Films» (нем.) указано: «Красивая комедия, которая оригинальным образом шарлатанство магии пародирует.»

## Награды
- Оскар-номинация в 1959 году за декорации и костюмы